# Songea

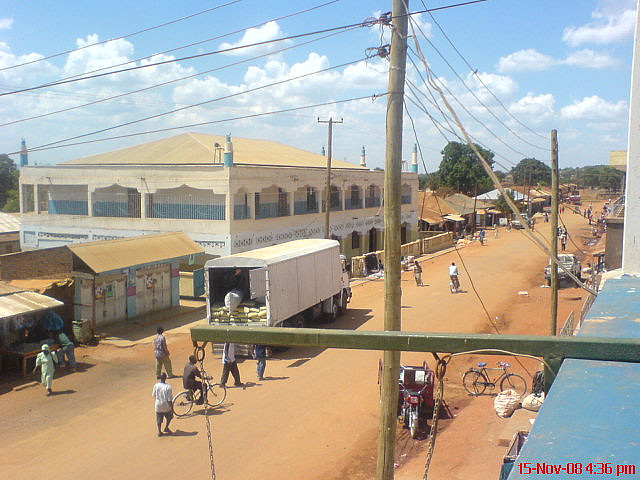

Songea är en stad i södra Tanzania, och är den administrativa huvudorten för regionen Ruvuma. 

## Stad och distrikt
Songea är ett av regionens fem distrikt, Songea stad (engelska Songea Urban, swahili Songea Mjini) och har en beräknad folkmängd av 169 277 invånare 2009 på en yta av 348,64 km². Distriktet är indelad i tretton administrativa enheter som kallas shehia, varav sex är helt urbana, fyra är blandade urbana och rurala, och resterande tre är klassificerade som helt rurala områden. 
Songeas sammanhängande, urbaniserade område består av sex hela shehia samt delar av ytterligare fyra. Området hade 98 683 invånare vid folkräkningen 2002, vilket då motsvarade 75,41 % av distriktets folkmängd.